# Белькевич, Валентин Николаевич
Валенти́н Никола́евич Бельке́вич (бел. Валянці́н Мікала́евіч Бяльке́віч; 27 января 1973[…], Минск — 1 августа 2014, Киев) — белорусский, украинский футболист и тренер. Значительную часть игровой карьеры провёл в составе киевского «Динамо».

## Биография
Воспитанник минской СДЮШОР «Динамо» (первый тренер — Михаил Степанович Братченя).
Профессиональную карьеру начинал в «Динамо» (Минск), с которым 5 раз становился чемпионом Беларуси и дважды выигрывал Кубок страны. Дебютным матчем стала игра против «Полесья» (Житомир) в 1/16 финала Кубка СССР 1991/92 (забил гол на 50-той минуте). Всего в высшей лиге чемпионатах СССР провёл две игры (дебютировал 18 октября 1991 года против ЦСКА (Москва), вышел на 76 минуте), а в Кубке СССР — три игры, один гол.
В чемпионатах Беларуси провёл 131 игру, забил 54 гола. Много раз признавался лучшим игроком чемпионата.
В конце 1995 году был признан лучшим футболистом страны и летом 1996 перешёл в «Динамо» (Киев).
В высшей лиге Украины дебютировал 20 июля 1996 года в матче с командой ЦСКА (Киев). Карьера в киевском «Динамо» начиналась тяжело — в течение двух лет после переезда в столицу Украины крайне редко появлялся в основном составе (в то время тренером киевлян был Йожеф Сабо). Ситуация изменилась с возвращением в клуб Валерия Лобановского. Великолепно взаимодействовал с парой нападающих Шевченко — Ребров, составляя «ударный» треугольник «Динамо». Для игровой модели, которую воплощал в жизнь Валерий Лобановский, Белькевич стал необходимым элементом системы по имени «Динамо» — именно он был связующим звеном между надёжной и насыщенной обороной киевлян и мобильным нападением в лице Шевченко и Реброва. Именно он организовывал львиную долю стремительных и разящих контратак, которые стали фирменным стилем «Динамо» конца 90-х.
В интервью Белькевич сказал, что очень хорошо понимал манеру игры этих двух форвардов (Шевченко и Реброва):
— А с кем из партнёров в «Динамо» проще всего находишь общий язык?

— Когда я пришёл в «Динамо», то лучше всего я понимал игру Реброва и Шевченко. На поле я располагался «под ними» и именно это мы на тренировках и отрабатывали. Да и в жизни общались постоянно вместе, это тоже помогает.
В высшей лиге за «Динамо» сыграл 212 матчей, забил 50 мячей. В Кубках Украины за «Динамо» сыграл 38 матчей, забил 8 мячей.
В еврокубках в составе «Динамо» провёл 67 матча, забил 12 мячей.
В декабре 2006 года Исполком ассоциации Белорусской федерации футбола наградил Валентина Белькевича своей самой высокой наградой — «Почётным знаком» за большие заслуги в развитии белорусского футбола.
В июне 2008 года Белькевич подписал годичный контракт с азербайджанским клубом «Интер» (Баку). Однако получив в январе 2009 года тренерскую лицензию «А», по взаимному согласию расторг контракт с «Интером» и завершил карьеру игрока.
1 апреля 2008 года получил украинское гражданство.

### Дисквалификация
В сентябре 1994 года был подвергнут УЕФА годичной дисквалификации за употребление допинга (проба после матча на Кубок УЕФА показала применение стероидов). Вот как комментирует этот эпизод сам футболист:

«Осенью 1993 года у меня болело колено. Его лечением занимался наш клубный доктор, Василий Максимович Дмитраков. Тогда в матчах еврокубков ещё не было допинг-контроля. Поэтому никто не вел строгого учёта использования медикаментов, лечебных процедур. Это сегодня у нас в Киеве в компьютерную память заносятся каждая таблетка и даже вес, давление игрока за каждый день. Так что можно восстановить картину самочувствия и несколько лет спустя. А тогда в Минске клубный доктор просто делал мне уколы ретаболила. Ведь он применяется не только для наращивания мышечной массы, но и для укрепления костей, что и требовалось мне.

Никто не предполагал, что уже следующим летом начнутся допинг-тесты и, главное, что следы содержавшегося в лекарстве нандролона остаются в организме спустя месяцы. Весной Максимыч умер, после него не осталось никаких медицинских записей. И когда все это случилось в августе, после матча с мальтийцами, никто не смог дать внятных объяснений. У кого спрашивать? У меня. Но откуда мне было знать, что мне вводили полгода назад? Я же не разбираюсь в медицине. Считаю, что я просто стал жертвой стечения обстоятельств».

### Выступления за сборную
28 октября 1992 года дебютировал за сборную Беларуси в товарищеском матче против сборной Украины (1:1). Первый гол в официальных матчах забил 1 июня 1996 года в ворота сборной Швеции. Первый раз выводил сборную в качестве капитана на матч против Словакии 27 марта 1996 года. Был одним из лидеров сборной в квалификации к чемпионату мира 2002 года, когда команда под управлением Эдуарда Малофеева остановилась в шаге от завоевания второго места в группе. На победном для Беларуси Кубке LG в мае 2002 года Белькевич стал лучшим бомбардиром, забив два гола.
В октябре 2005 года Белькевич завершил выступления за национальную сборную Беларуси. Всего за команду сыграл 56 матчей, забил 10 голов и отдал 11 голевых передач.

### Игровая характеристика
Пресса высказывала лестные отзывы о Белькевиче. В частности его квалифицировали как «мозг» команды, прирождённый плеймейкер, «дирижёр» игры, который был способен одной острой передачей решить судьбу матча. Техничный и элегантный футболист. Мастер точных передач, футболист, который «играет» головой и великолепно «видит» поле. Штатный исполнитель стандартных положений. Немало голов забивал со штрафных, хотя не отличался сильным ударом. Чаще всего забивал обводящими ударами «на технику». Редко играл головой, не любил вступать в силовую борьбу. Не всегда выдерживал 90 минут в высоком темпе. При Лобановском выполнял и много черновой работы (командный прессинг, перекрытие зон, отбор мяча).
Отличался джентльменским поведением на поле, крайне редко нарушал правила. Пользовался большим авторитетом в команде, избирался капитаном и вице-капитаном. В одной из публикаций был назван «серебряным веком украинского футбола». Представитель «золотого поколения» киевского «Динамо» конца 90-х годов, наиболее успешных для команды в Лиге чемпионов в постсоветский период. С этим был согласен и сам Белькевич:

— Вспомнив все годы своего пребывания в «Динамо», команду какого года считаешь самой сильной?

— При огромном уважении ко всем игрокам и тренерам, считаю сильнейшей команду 1999 года. По игре, результатам, командному духу. Собрав индивидуально сильных исполнителей, Валерий Лобановский объединил нас высокой целью, научил играть с самыми сильными клубами Европы. Ребята выходили на матчи с «Барселоной» и «Ювентусом» с волнением, но без мандража. Мы научились понимать, что ничуть не хуже хваленых грандов, и одновременно заставили их считаться с нами.

## Достижения

### Командные
«Динамо» (Минск)
- Чемпион Беларуси (5): 1992, 1992/93, 1993/94, 1994/95, 1995
- Серебряный призёр чемпионата Беларуси: 1996
- Обладатель Кубка Беларуси (2): 1992, 1993/94
- Финалист Кубка Беларуси: 1995/96
- Обладатель Суперкубка Беларуси (Кубок сезона): 1994

«Динамо» (Киев)
- Чемпион Украины (8): 1997, 1998, 1999, 2000, 2001, 2003, 2004, 2007
- Серебряный призёр чемпионата Украины (3): 2002, 2005, 2006
- Обладатель Кубка Украины (7): 1998, 1999, 2000, 2003, 2005, 2006, 2007
- Финалист Кубка Украины: 2002
- Обладатель Суперкубка Украины (3): 2004, 2006, 2007
- Обладатель Кубка Содружества (3): 1997, 1998, 2002
- Полуфиналист Лиги чемпионов: 1999

### Личные
- Лучший футболист Беларуси: 1995
- Лучший футболист десятилетия Беларуси
- Футболист года в чемпионате Украины (2): 2001, 2003
- Лучший ассистент чемпионата Украины (2): 1999/00, 2000/01
- В декабре 2006 года АБФФ наградила Валентина Белькевича своей самой высокой наградой — «Почётный знак» за большие заслуги в развитии отечественного футбола
- Член символического Клуба белорусских бомбардиров: 146 забитых мячей[13]
- Член бомбардирского Клуба Максима Шацких: 69 забитых мячей[14]
- По состоянию на 1 января 2024 года является самым титулованным футболистом Беларуси — 29 титулов[15]
- Лучший футболист в истории белорусского футбола по версии газеты «Прессбол»[16]

## Семейная жизнь
23 июня 2004 года Белькевич женился на украинской певице Анне Седоковой из группы «ВИА Гра». 8 декабря 2004 года у супругов родилась дочь Алина. Однако их брак не продержался и двух лет. Крёстная мать Алины — жена Горана Саблича, бывшего защитника киевского «Динамо».

## Тренерская карьера
После окончания карьеры игрока Белькевич планировал остаться в Киеве, о чём неоднократно заявлял, скорее всего, занявшись тренерской работой в «Динамо». Таким же видел будущее футболиста и президент «Динамо» Игорь Суркис:
«Я могу согласиться только по Белькевичу. Ему 33 года, он много лет играл на высоком уровне, в конце года у него заканчивается контракт, мы сядем с ним и определимся, какой он видит свою судьбу. Если он решит закончить с футболом, то пожалуйста — найдем ему место в спортивной школе или тренера во второй команде, тем более, я знаю, что Валик очень хотел бы быть тренером».
С июня 2010 года работал ассистентом старшего тренера молодёжного состава «Динамо» (Киев).

## Смерть

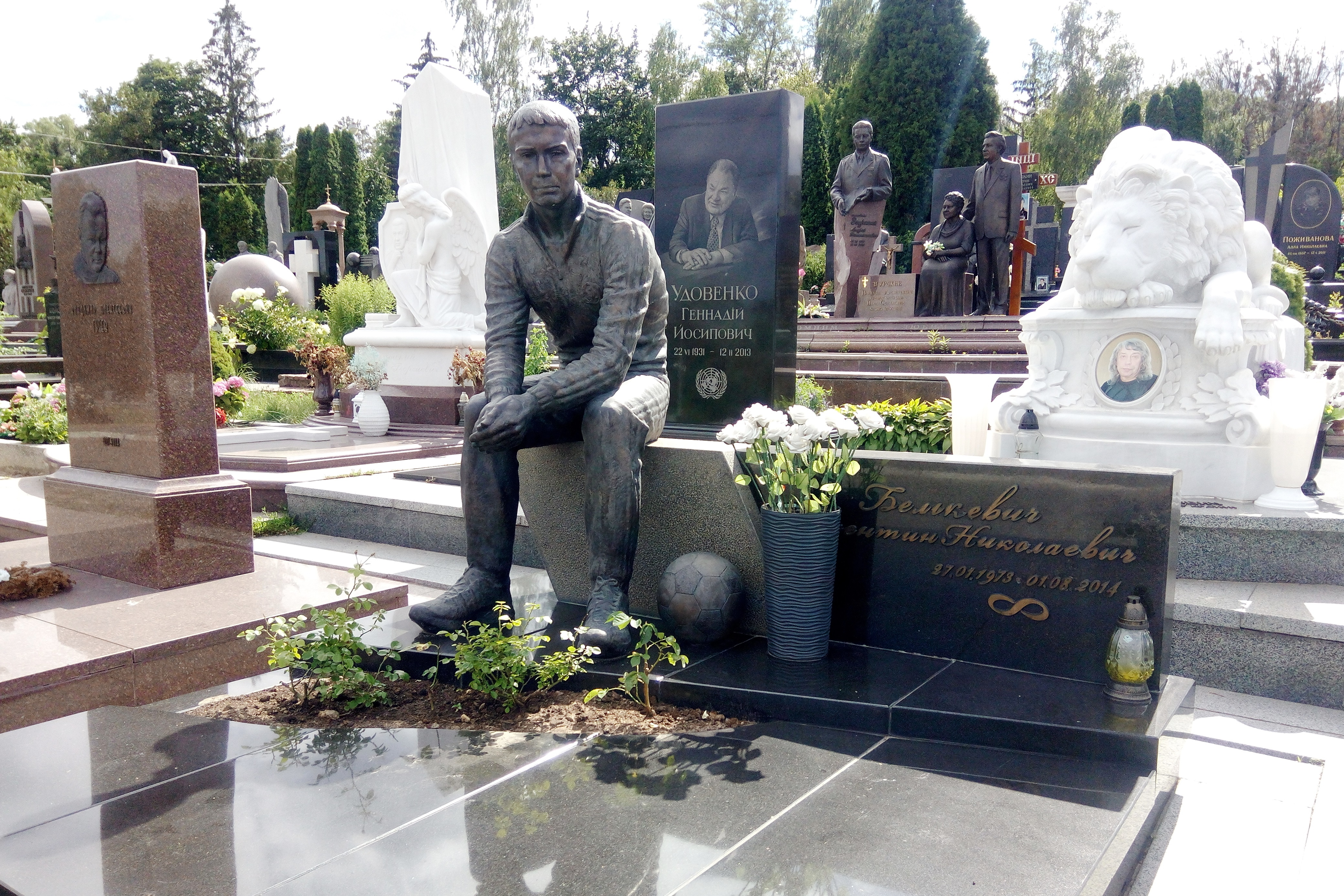
Надгробие Валентина Белькевича на Байковом кладбище

Умер 1 августа 2014 года от тромбоэмболии. Похоронен 3 августа на Байковом кладбище в Киеве. Позже на Северном кладбище в Минске был установлен кенотаф.
27 января 2016 года в Минске на улице Энгельса, д.34, рядом со стадионом «Динамо», установлена мемориальная доска в память о периодах детства и профессионального становления.